# Eurysops
Eurysops – rodzaj chrząszczy z rodziny kózkowatych i podrodziny zgrzypikowych.

## Zasięg występowania
Przedstawiciele tego rodzaju występują w Afryce Subsaharyjskiej od Gwinei, Repububliki Środkowafrykańskiej i Tanzanii na płn. po Zambię i Malawi na płd..

## Systematyka
Do Eurysops należą 4 gatunki:
- Eurysops burgeoni
- Eurysops esau
- Eurysops insignis
- Eurysops similis